# Heilige Familie (Bad Düben)

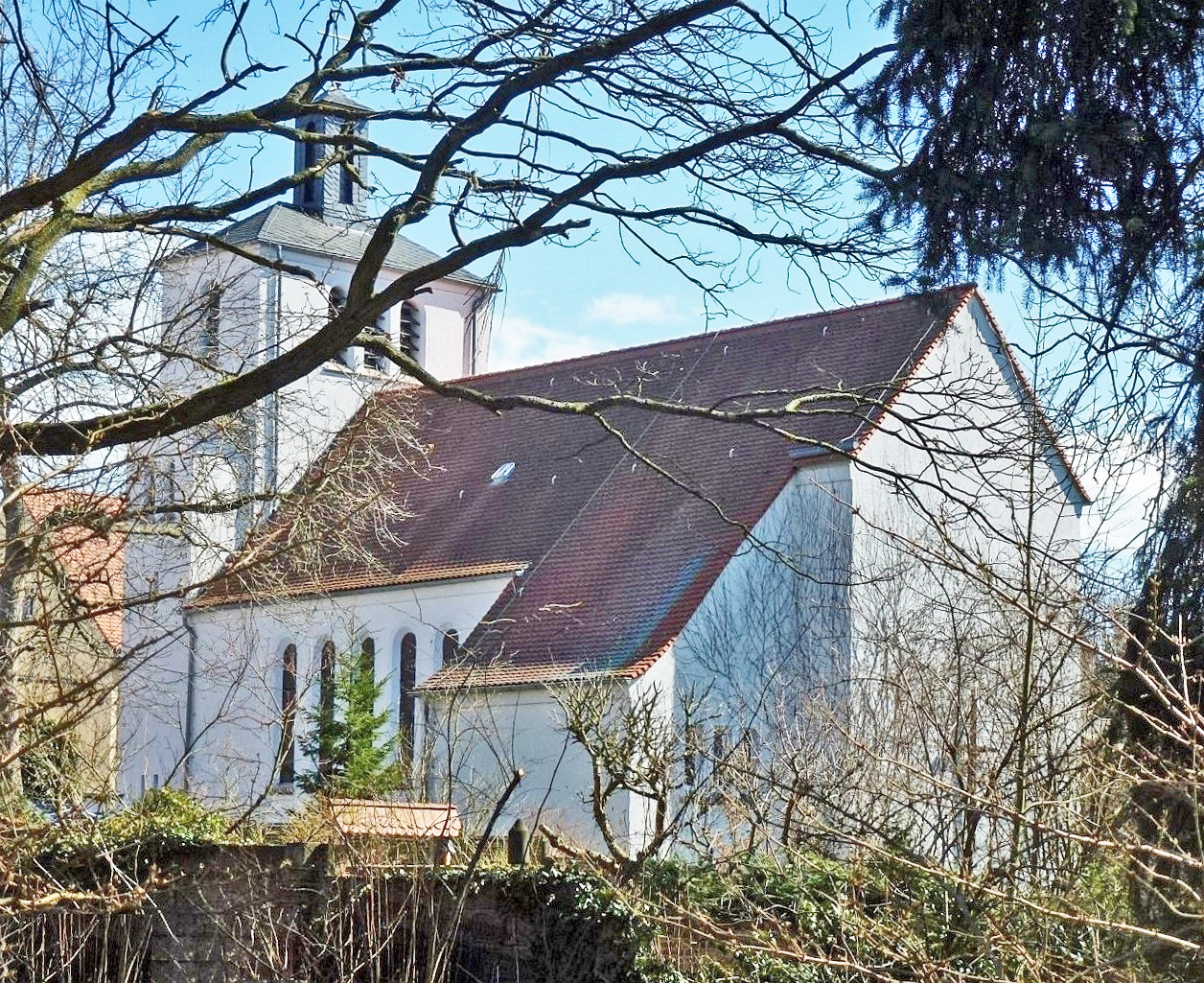
Katholische Kirche Heilige Familie in Bad Düben von Nordwesten (2013)

Die römisch-katholische Kirche Heilige Familie in Bad Düben, einer Stadt im Landkreis Nordsachsen in Sachsen, wurde 1957 erbaut. Sie gehört zur Pfarrei St. Klara mit Sitz in Delitzsch, in der Pastoralregion Elbe-Elster des Bistums Magdeburg. Die Kirche wird auf der Denkmalliste des Landkreises geführt.

## Geschichte
Durch die im 16. Jahrhundert durchgeführte Reformation wurden die Bevölkerung und die Stadtkirche von Düben protestantisch.
Nachdem sich von Mitte des 19. Jahrhunderts an wieder Katholiken in Düben niedergelassen hatten, wurde 1859 im späteren Missionshaus in der Ritterstraße eine katholische Schule eröffnet. In dem im Erdgeschoss befindlichen Klassenraum hielten Geistliche aus Eilenburg gelegentlich Sonntagsgottesdienste.
1872, nach anderer Quelle 1874, schenkte der Besitzer das Grundstück mit dem Gebäude der Pfarrei Eilenburg, die im ersten Stock des Hauses eine Kapelle einrichtete. 1893 wurde die Schule wieder aufgegeben.
Da durch die Flucht und Vertreibung Deutscher aus Mittel- und Osteuropa infolge des Zweiten Weltkriegs die katholische Bevölkerung in Düben stark angewachsen war, wurde am 22. August 1945 der aus Ketzelsdorf (heute Kocléřov) in Böhmen kommende Pfarrer Anton Killer (1904–1969) zum außerplanmäßigen Vikar von Eilenburg mit Dienstsitz in Düben ernannt, womit in Düben eine katholische Gemeinde gegründet wurde. Im Haus Moorbadstraße 14 konnte er eine Wohnung mieten. In den Jahren 1946 bis 1957 fanden die Sonntagsmessen in der evangelischen Friedhofskapelle statt.
Am 1. November 1947 wurde die katholische Gemeinde in Düben zur Kuratie der Pfarrei Eilenburg erhoben, sie umfasste das nördliche Pfarrgebiet von Eilenburg mit rund 2760 Katholiken.
Die Grundsteinlegung der Kirche mit dem Patrozinium Heilige Familie erfolgte am 24. Juli 1955. Durch den Architekten Johannes Reuter und das Bauunternehmen O. Giersdorf wurde unter Kuratus Anton Killer mit großer Unterstützung der Gemeindemitglieder eine angedeutete dreischiffige Basilika gebaut. Die Kirchweihe nahm am 2. Juni 1957 Friedrich Maria Rintelen, der in Magdeburg ansässige Weihbischof des Erzbistums Paderborn, zu dem Bad Düben damals gehörte, vor.
Am 1. April 1959 wurde die Kuratie Bad Düben zur Filialkirchengemeinde (Pfarrvikarie) erhoben, die am 15. Juli 1967 eine selbstständige Pfarrei wurde. Durch die Arbeitsmöglichkeiten in den Laußiger Betonwerken zogen von 1966 bis 1970 weitere Katholiken nach Bad Düben. 
Am 8. Juli 1994 wurde das Bistum Magdeburg gegründet, und die Zugehörigkeit von Bad Düben wechselte vom Erzbistum Paderborn zum Bistum Magdeburg.
Am 1. November 2007 wurde der Gemeindeverbund Bad Düben – Delitzsch – Eilenburg – Löbnitz – Lehelitz errichtet. Am 2. Mai 2010 wurde aus dem Gemeindeverbund die heutige Pfarrei St. Klara Delitzsch gebildet. Die Pfarreien Bad Düben, Delitzsch und Eilenburg, die Pfarrvikarie Löbnitz und die Kuratie Lehelitz wurden in diesem Zusammenhang aufgelöst. 2011 folgte die Profanierung der Kirche in Lehelitz.
Im Jahr 2012 wurde erstmals seit der Weihe der Kirche eine größere Sanierung vorgenommen, wobei der Altarraum umgestaltet wurde. Der bisherige Hochaltar wurde entfernt und gemäß der Liturgiereform des Zweiten Vatikanischen Konzils ein Volksaltar errichtet. Am 3. Oktober 2012 vollzog Bischof Gerhard Feige die Altarweihe. Die Kirche bekam auch einen neuen Ambo.
Im Zuge der Auflösung der Dekanatsstrukturen im Bistum Magdeburg zum 1. September 2023 wurde das Dekanat Torgau, dem Bad Düben zuletzt angehört hatte, aufgelöst und die Pastoralregion Elbe-Elster gebildet, der Bad Düben zugeordnet wurde. 

## Lage, Architektur und Ausstattung

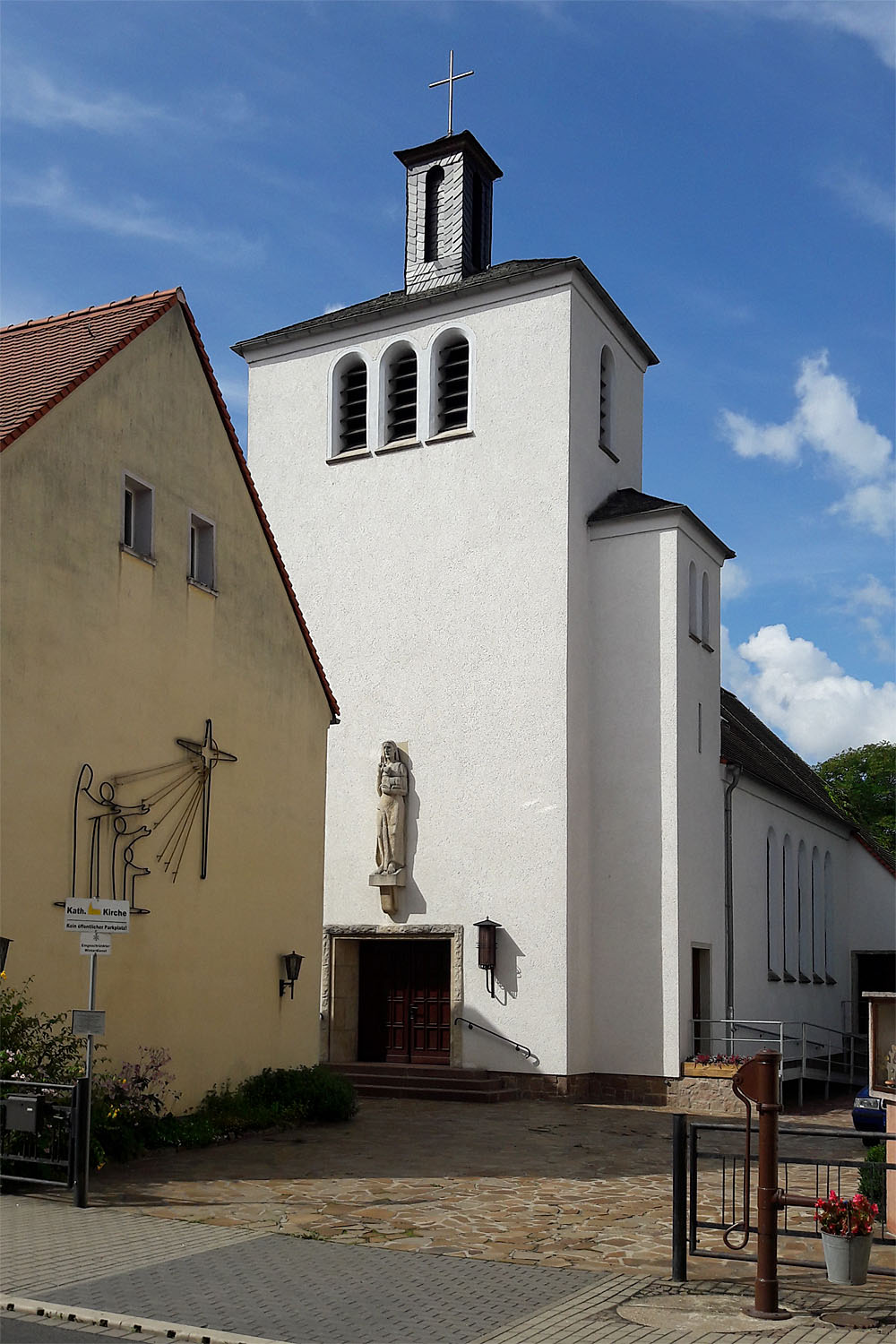
Turmfront von Nordosten

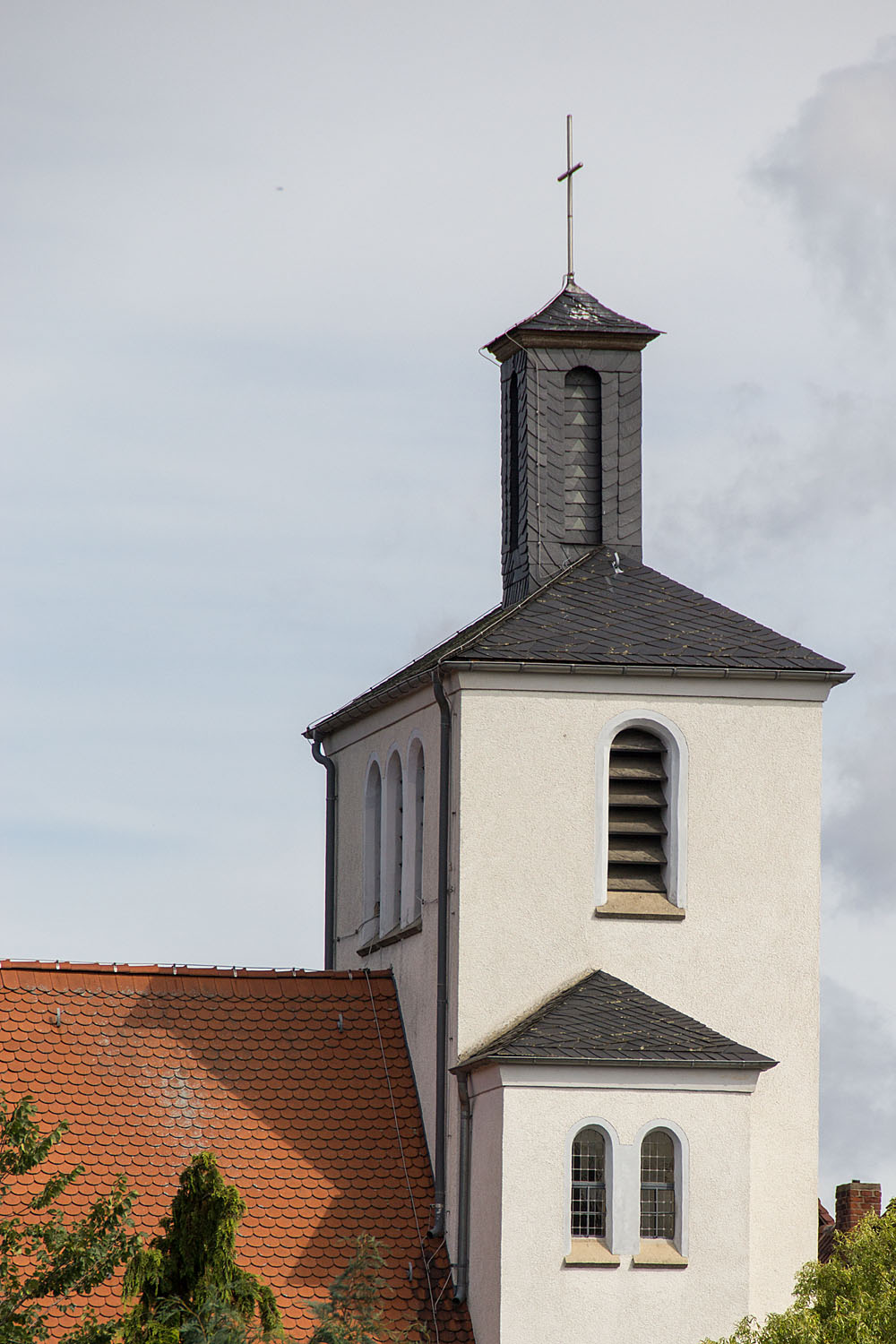
Turm von Süden

Die Kirche steht südwestlich der Innenstadt von Bad Düben auf dem Grundstück Ritterstraße 27.
Es handelt sich um eine schlichte verputzte Saalkirche auf Granitsockel mit eingezogenem geraden Chor. An der Nordseite der Kirche ist die Sakristei angebaut.
Der Querturm, der mit niedrigeren seitlichen Anbauten versehen ist und durch den der Zugang zur Kirche erfolgt, ist mit einem Dachreiter bekrönt, auf dem sich ein goldenes Kreuz befindet. Die Dächer des Turmes und der Dachreiter sind mit Schiefer eingedeckt. Hinter den rundbogigen Klangarkaden befindet sich das aus drei Glocken bestehende Geläut. Eine über dem Portal angebrachte überlebensgroße Statue stellt Jesus Christus mit Opferlamm und Segensgestus dar. Nach anderer Quelle soll es sich bei der Statue um Johannes den Täufer handeln. Dem Portal, das von zwei großen Laternen in schmiedeeiserner Arbeit flankiert wird, ist eine dreistufige Freitreppe aus Kunststein vorgelagert.
Das Kirchenschiff, das von hohen schmalen Rundbogenfenstern belichtet wird, und der Chor sind mit einem Satteldach eingedeckt. Der Innenraum des Kirchenschiffes wird von einer flachen Holzdecke abgeschlossen. Der schlichte Altarraum wird von einem Flügelaltar dominiert, unter dem die Tabernakelstele platziert ist. Das zentrale Bild des Flügelaltars von Walter Möbius zeigt Jesus Christus als Pantokrator, darunter seine Geburt.